# Pichhore (Shivpuri)
Pichhore è una suddivisione dell'India, classificata come nagar panchayat, di 14.897 abitanti, situata nel distretto di Shivpuri, nello stato federato del Madhya Pradesh. In base al numero di abitanti la città rientra nella classe IV (da 10.000 a 19.999 persone).

## Geografia fisica
La città è situata a 25° 11' 49 N e 78° 10' 52 E.

## Società

### Evoluzione demografica
Al censimento del 2001 la popolazione di Pichhore assommava a 14.897 persone, delle quali 7.946 maschi e 6.951 femmine. I bambini di età inferiore o uguale ai sei anni assommavano a 2.112, dei quali 1.103 maschi e 1.009 femmine. Infine, coloro che erano in grado di saper almeno leggere e scrivere erano 9.589, dei quali 5.539 maschi e 4.050 femmine.